# 魔法猪世纪
《魔法猪世纪》是贝贝龙画的长篇校园爆笑漫画，而作者曾为雪村的《东北人都是活雷锋》《捉贼》等作品制作过Flash。北方妇女儿童出版社出版。在“六一”前推出。故事主人公是只来自一万年前〝魔法猪世纪〞的会魔法的猪。